# Молочков, Андрей Фёдорович
Андре́й Фёдорович Молочко́в (12 августа 1947 — 17 июня 2005) — российский дипломат.

## Биография
Сын дипломата Фёдора Фёдоровича Молочкова. Окончил Московский государственный институт международных отношений (МГИМО) МИД СССР (1973) и Дипломатическую академию МИД СССР (1985). Владел английским и испанским языками. На дипломатической работе с 1973 года.
- В 1993—1997 годах — советник Посольства России в Пакистане.
- В 1998—2000 годах — начальник отдела Департамента кадров МИД России.
- В 2000—2003 годах — советник-посланник Посольства России в Туркмении.
- В 2002—2003 годах — временный поверенный в делах России в Туркмении.
- С 7 июля 2003 по 2005 год — чрезвычайный и полномочный посол Российской Федерации в Туркмении[1].
- В 2005 году — заместитель директора Историко-документального департамента МИД России[2].

## Дипломатический ранг
- Чрезвычайный и полномочный посланник 2 класса (10 февраля 2004)[3].

## Семья
Был женат, имел трое детей.